# Antonio Freeman
Antonio Michael Freeman (Baltimora, 27 maggio 1972) è un ex giocatore di football americano statunitense che ha giocato nel ruolo di wide receiver nella National Football League (NFL). Fu scelto nel corso del terzo giro (90º assoluto) del Draft NFL 1995 dai Green Bay Packers. Al college giocò a football al Virginia Polytechnic Institute and State University.

## Biografia
Suo figlio Alex (2004) è un calciatore professionista.

## Carriera professionistica
Freeman fu scelto nel corso del terzo giro del Draft 1995 dai Green Bay Packers. Nella sua stagione da rookie ritornò un punt per 76 yard in touchdown durante la vittoria nei playoff contro gli Atlanta Falcons. Guidò i Packers in ricezioni dal 1996 al 1999 e la NFL in yard ricevute nel 1998.
Il punto più alto della carriera di Freeman fu la vittoria del Super Bowl XXXI nel 1997 contro i New England Patriots. Durante quel Super Bowl Freeman ricevette un passaggio da touchdown da record (successivamente superato) da 81 yard da Brett Favre. Quella giocata portò in vantaggio i Packers che vinsero 35–21. Freeman terminò la gara gara con 3 ricezioni per 105 yard. L'anno successivo, Freeman guadagnò oltre 1.200 yard e i Green Bay avanzarono fino al secondo Super Bowl consecutivo, dove ricevette 9 passaggi per 126 yard e 2 touchdown nella sconfitta contro i Denver Broncos 31-24. Le sue 230 yard totali sono il terzo risultato nella storia del Super Bowl.
Nel 1998, Freeman disputò la sua miglior stagione da professionista, ricevendo 84 passaggi e guidando la lega con 1.424 yard ricevute, venendo convocato per il suo unico Pro Bowl.
Dopo la stagione 2001, in contrasto con l'allenatore Mike Sherman, Freeman passò ai Philadelphia Eagles, con cui rimase una stagione, prima di fare ritorno a Green Bay. Disputò la pre-stagione 2004 coi Miami Dolphins, dopo la quale si ritirò.

## Palmarès

### Franchigia
- Super Bowl : 1

Green Bay Packers: XXXI
- National Football Conference Championship: 2

Green Bay Packers: 1996, 1997

### Individuale
- Convocazioni al Pro Bowl: 1

1998
- First-team All-Pro: 1

1998
- Leader della NFL in yard ricevute: 1

1998
- Green Bay Packers Hall of Fame

## Statistiche
| Ricezioni     | 477   |
| Yard ricevute | 7.251 |
| Touchdown     | 61    |